# Paul E. Olsen
Paul Eric Olsen (4 augustus 1953) is een Amerikaanse paleontoloog en auteur en co-auteur van een groot aantal artikelen. Hij groeide op als tiener in Livingston, New Jersey en speelde daar een belangrijke rol bij de aanwijzing van Riker Hill Fossil Site als National Natural Landmark. Hij stuurde president Nixon namelijk een afgietsel van een dinosaurusvoetafdruk die daar was gevonden. Olsen behaalde een Master of Philosophy en een Doctor of Philosophy in biologie aan de Yale University in 1984. Zijn scriptie ging over de Newark supergroup.
Het onderzoeksgebied van Olsen betreft onder meer patronen van ecosysteemevolutie en uitsterven als een reactie op klimaatverandering gedurende de geologische tijd en continentale ecosystemen uit het Trias en Jura. Zijn onderzoeksmethoden omvatten paleoklimatologie, structurele geologie, paleontologie, palynologie, geochemie en geofysica.
Olsen is professor in Earth and environmental sciences aan de Columbia University; research associate bij het Carnegie Museum of Natural History in Pittsburgh, het American Museum of Natural History en het Virginia Natural History Museum, waar hij in 2015 de Thomas Jefferson-medaille ontving voor buitengewone bijdragen aan de natuurwetenschappen. Hij werd verkozen tot lid van de National Academy of Sciences in 2008.

## Publicaties
- Olsen, P.E., Laskar, J., Kent, D.V., Kinney, S.T., Reynolds, D.J., Sha, J., Whiteside, J.H., 2019, Mapping Solar System chaos with the Geological Orrery. PNAS, May 28, 2019 116 (22) 10664-10673.
- Peter LeTourneau and Paul Olsen (ed.), (2003) The Great Rift Valleys of Pangea in Eastern North America, vol. 1-2, published by Columbia University Press. Volume 1: Tectonics, Structure, and Volcanism (ISBN 0-231-11162-2), Volume 2: Sedimentology, Stratigraphy, and Paleontology (ISBN 0-231-12676-X)

- Bibliothèque nationale de France: cb14513502k (data)
- Gemeinsame Normdatei: 1334780560
- International Standard Name Identifier: 0000 0000 3258 9818
- Library of Congress Control Number: n79094273
- Nationale bibliotheek van Australië: 36227625
- ORCID: 0000-0002-5852-6326
- Réseau des bibliothèques de Suisse occidentale: 02-A013209556
- SNAC: w6t30rcb
- Système universitaire de documentation: 113813821
- Virtual International Authority File: 12538839
- WorldCat: E39PBJkTcmCmbGdHBvDjMbGvHC